# Paracoelops megalotis
Paracoelops megalotis é uma espécie de morcego da família Hipposideridae. É conhecida apenas do holótipo coletado na província de Nghe An, região central do Vietnã. É a única espécie do gênero Paracoelops.